# Aeroportul Lutsk
Aeroportul Lutsk (IATA: UCK, ICAO: UKLC) este un aeroport din Regiunea Volîn, Ucraina.
Situat la o altitudine de 236 m, aeroportul dispune de o singură pistă.